# China Eastern Airlines

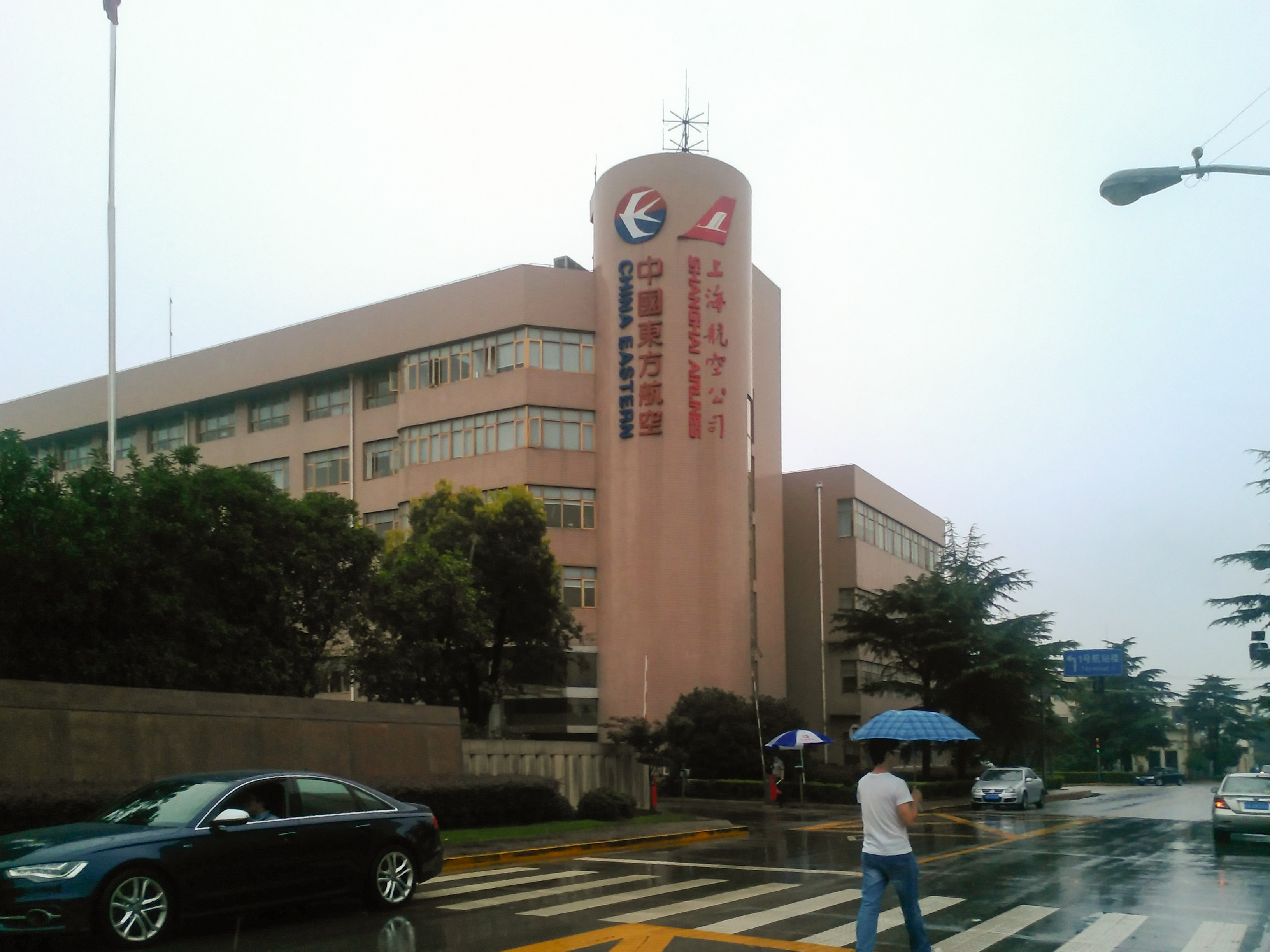
Штаб-квартира China Eastern Airlines і Shanghai Airlines

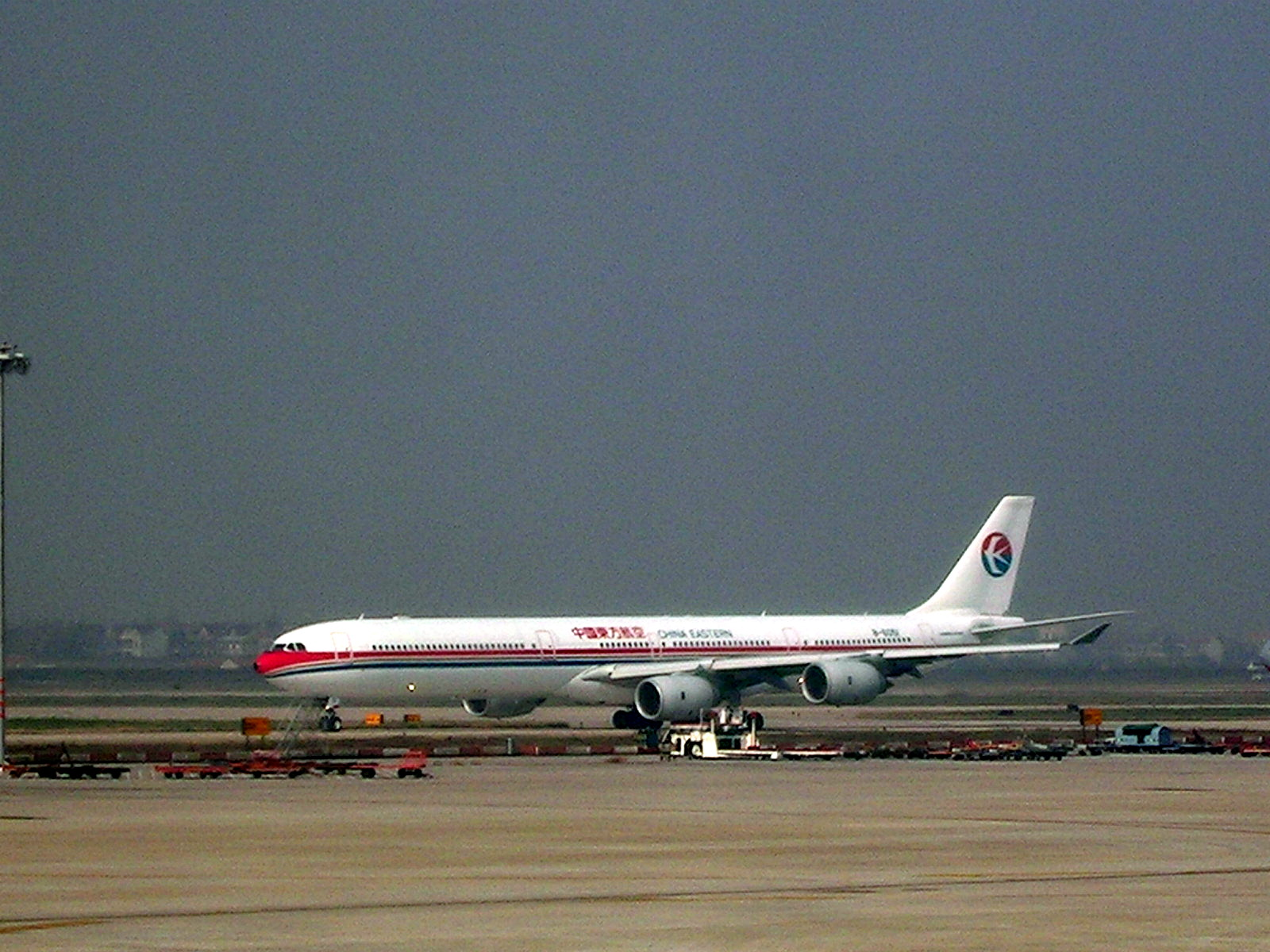
Airbus A340-600 «Китайських східних авіаліній»

China Eastern Airlines (кит.: 中国东方航空股份有限公司) — велика китайська авіакомпанія зі штаб-квартирою в Шанхаї. Вона обслуговує міжнародні, внутрішні та місцеві напрямки. Основні аеропорти, авіакомпанії — аеропорт Хунцяо і міжнародний аеропорт Пудун. Входить до міжнародного альянсу SkyTeam.

## Історія
Авіакомпанія була заснована 25 червня 1988 на базі Східнокитайського (Хуадунського) регіонального управління Головного управління цивільної авіації Китаю. У 1997 China Eastern Airlines перейшов контроль над збитковою авіакомпанією China General Aviation, одночасно компанія стала першим авіаперевізником в країні, чиїми акціями здійснювалась торгівля на світових фондових ринках.
У 1998 заснований вантажоперевізник China Cargo Airlines — спільне підприємство з China Ocean Shipping. У 2001 China Eastern Airlines придбала авіакомпанію Air Great Wall, а в 2002 було поглинуто ще два великі місцеві авіаперевізники — China Yunnan Airlines і China Northwest Airlines.
Уряду Китаю належить 61,64 % акцій China Eastern Airlines, інші цінні папери торгуються на фондових ринках. У січні 2005 в компанії працювало 16 435 осіб.
20 квітня 2006 в ЗМІ з'явилися повідомлення, що китайський уряд може продати до 20 % акцій з власного пакету ряду іноземних інвесторів, серед яких називалися авіакомпанії Singapore Airlines, Emirates Airline і Japan Airlines. Singapore Airlines підтвердила факт переговорів  [Архівовано 30 вересня 2007 у Wayback Machine.].

## Фінансові показники
У 2008-2009 фінансовому році компанія отримала чистий збиток у розмірі 15,3 млрд юанів ($2,2 млрд). Колосальні втрати пояснюються невигідно ув'язненими хеджинговими контрактами на постачання авіаційного гасу в умовах сильних коливань цін на ринку пального, а також падінням пасажиропотоку.

## Інциденти
- 10 вересня 1998 McDonnell-Douglas MD-11 (реєстр. номер B-2173), який летів рейсом 586 з Шанхаю в Пекін зазнав аварію в шанхайському аеропорту Хунцяо через відмову носового шасі. Ніхто не постраждав.
- 21 листопада 2004 через хвилину після зльоту з аеропорту Баотоу Ерлібань розбився Bombardier CRJ-200 (реєстр. номер B-3072), що виконував рейс 5210 в Шанхай. Загинули 53 людини, що перебували на борту.
- 7 квітня 2005 Airbus A340-300 авіакомпанії China Eastern (реєстр. номер B-2383) при зльоті з аеропорту Хітроу (Лондон, Велика Британія) зачепив хвостом ЗПС. Екіпаж літака вирішив продовжити політ у Шанхай.
- 13 травня 2006 у Airbus A340-600 (реєстр. номер B-6055), що виконував рейс 5042 з Сеула в Шанхай, при посадці в міжнародному аеропорту Пудун лопнули покришки шасі. Ніхто з пасажирів не постраждав.  [Архівовано 22 червня 2008 у Wayback Machine.] [Архівовано 5 листопада 2007 у Wayback Machine.]

## Маршрутна мережа
Китайські східні авіалінії мають сильну присутність на маршрутах в Азії, Європі, Північній Америці та Австралії. У 2004 авіакомпанія закрила маршрут нерентабельний Шанхай — Брюссель — Мадрид. Тим не менш, у цьому ж році був відкритий новий маршрут Шанхай — Мельбурн. У 2007 Китайські східні авіалінії почали обслуговувати свій перший африканський рейс, в Йоганнесбург (через Мале). Також у 2007 почав функціонувати рейс до Нью-Йорк з Шанхаю, цей рейс став найдовшим невпинним маршрутом авіакомпанії. 22 листопада Китайські східні авіалінії відкрили сезонний рейс Шанхай — Брисбен двічі на тиждень.
Китайські східні авіалінії планують додати 2 частоти на маршруті Шанхай-Лос-Анджелес з червня 2008. Згідно з іншими джерелами додадуться додаткові частоти в Лондон, Нью-Йорк та Ванкувер.
Китайські східні авіалінії планують замовити понад 40 Airbus A320. При цьому не планується замовляти Airbus A380, так як міжнародні рейси збиткові, особливо новий маршрут Шанхай-Нью-Йорк.
Китайські східні авіалінії планують відкрити рейс в Алжир з Шанхаю через Париж в серпні 2008 року, на цьому маршруті буде використовуватися Airbus A340-600. 

## Флот

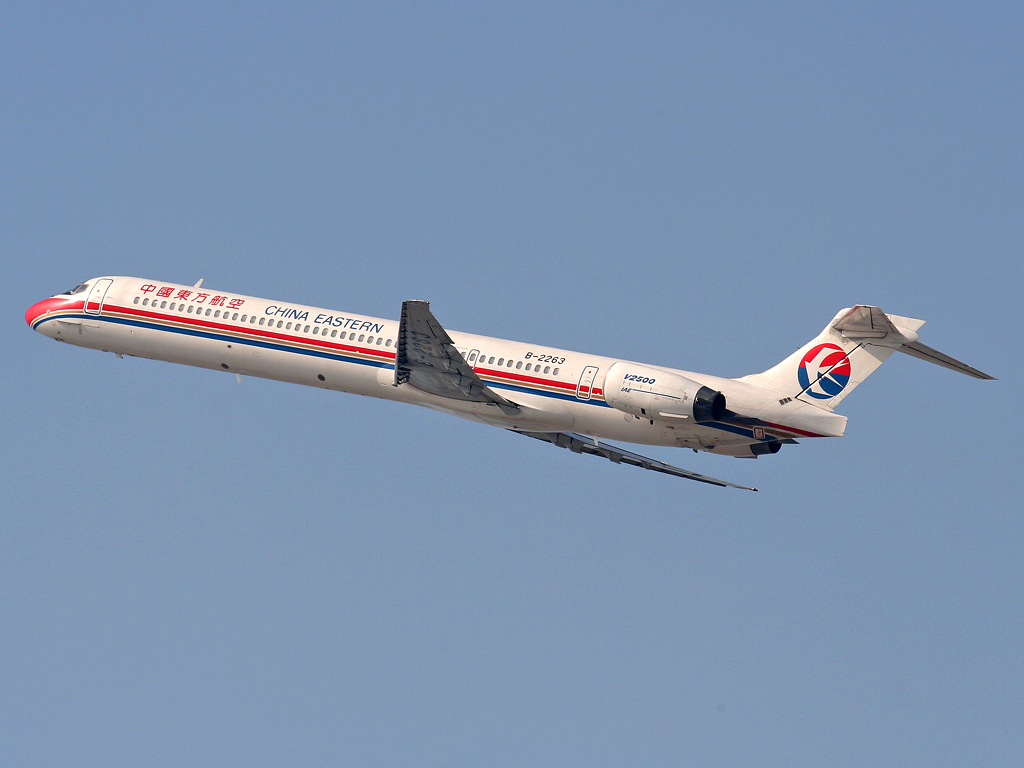
McDonnell Douglas MD-90-30 авіакомпанії China Eastern

Станом на квітень 2017 Китайські східні авіалінії мали такий флот:

### Вантажний флот
Вантажний підрозділ авіакомпанії Китайські східні авіалінії, China Cargo Airlines, експлуатувала наступні літаки станом на листопад 2007:
Станом на березень 2007 середній вік флоту авіакомпанії Китайські східні авіалінії становив 6.4 року.